# پخته‌آباد
پَخته‌آباد جماعت و شهرکی در جنوب غربی کشور تاجیکستان است که در ناحیهٔ شهر توس ولایت ختلان قرار دارد. جمعیت این جماعت ۱۴۶۷۱ است.